# Polifita
La polifita és un mineral de la classe dels silicats, que pertany al grup de la lamprofil·lita. Rep el nom pels múltiples anions fosfat (del grec poli, molts) de la fórmula química.

## Característiques
La polifita és un silicat de fórmula química Na₅(Na₄Ca₂)Ti₂(Si₂O₇)(PO₄)₃O₂F₂. Cristal·litza en el sistema triclínic.
Segons la classificació de Nickel-Strunz, la polifita pertany a «09.BE - Estructures de sorosilicats, amb grups Si₂O₇, amb anions addicionals; cations en coordinació octaèdrica [6] i major coordinació» juntament amb els següents minerals: wadsleyita, hennomartinita, lawsonita, noelbensonita, itoigawaïta, ilvaïta, manganilvaïta, suolunita, jaffeïta, fresnoïta, baghdadita, burpalita, cuspidina, hiortdahlita, janhaugita, låvenita, niocalita, normandita, wöhlerita, hiortdahlita I, marianoïta, mosandrita, nacareniobsita-(Ce), götzenita, hainita, rosenbuschita, kochita, dovyrenita, baritolamprofil·lita, ericssonita, lamprofil·lita, ericssonita-2O, seidozerita, nabalamprofil·lita, grenmarita, schüllerita, lileyita, murmanita, epistolita, lomonossovita, vuonnemita, sobolevita, innelita, fosfoinnelita, yoshimuraïta, quadrufita, bornemanita, xkatulkalita, bafertisita, hejtmanita, bykovaïta, nechelyustovita, delindeïta, bussenita, jinshajiangita, perraultita, surkhobita, karnasurtita-(Ce), perrierita-(Ce), estronciochevkinita, chevkinita-(Ce), poliakovita-(Ce), rengeïta, matsubaraïta, dingdaohengita-(Ce), maoniupingita-(Ce), perrierita-(La), hezuolinita, fersmanita, belkovita, nasonita, kentrolita, melanotekita, til·leyita, kil·lalaïta, stavelotita-(La), biraïta-(Ce), cervandonita-(Ce) i batisivita.

## Formació i jaciments
Va ser descoberta al mont Al·luaiv, situat al districte de Lovozero, dins l'óblast de Múrmansk (Rússia). Es tracta de l'únic indret de tot el planeta on ha estat descrita aquesta espècie mineral.